# Samuel Chao Chung Ting
Samuel Chao Chung Ting (en mandarí: 丁肇中; en pinyin: Dīng Zhàozhōng) (Ann Arbor, EUA, 27 de gener de 1936) és un físic i professor universitari estatunidenc guardonat amb el Premi Nobel de Física l'any 1976.

## Biografia
Va néixer el 27 de gener de 1936 a la ciutat d'Ann Arbor, situada a l'estat nord-americà de Michigan, fill d'una parella xinesa que es conegué a la universitat d'aquest estat. De ben petit, la seva família es traslladà de nou a la Xina, però durant la Guerra civil xinesa els seus pares fugiren a la República de la Xina, situada a l'illa de Taiwan. Va seguir els estudis secundaris a Taipei i, posteriorment, ingressà a la Universitat de Tainan.
L'any 1956, retornà als Estats Units per estudiar enginyeria, matemàtiques i física a la Universitat de Michigan, on es doctorà en física l'any 1962. El 1963, entrà a treballar a l'Organització Europea per a la Recerca Nuclear (CERN), per posteriorment treballar al Deutsches Elektronen-Synchrotron (DESY) d'Alemanya. Des de 1969, és professor de l'Institut Tecnològic de Massachusetts.

## Recerca científica
Inicià les seves investigacions al voltant de les partícules subatòmiques gràcies als seus treballs en l'accelerador de partícules, cosa que li va permetre descobrir la partícula J (o partícula J/ψ), descobriment que també realitzà independentment el físic Burton Richter.
L'any 1976, fou guardonat amb el Premi Nobel de Física, juntament amb Burton Richter, pel descobriment de la partícula subatòmica J.